# Cảm biến mức chất lỏng
Cảm biến đo mức chất lỏng được chia làm nhiều loại theo đặc điểm đo của chúng. Tuỳ vào từng trường hợp mà chúng ta có thể chọn được một cảm biến phù hợp nhất.

### Cảm biến đo mức tiếp xúc
Cảm biến đo mức tiếp xúc có nghĩa là khi sử dụng chúng để đo mức, thì nhất thiết phải cho cảm biến được tiếp xúc trực tiếp với đối tượng, môi trường cần đo. Có nghĩa là cảm biến phải được nhúng chìm trong chất lỏng. Nếu không, chúng sẽ không thể hoạt động.
Trong phân loại này, chúng bao gồm những loại cảm biến đo mức như sau:

#### Cảm biến đo mức dạng phao
Cảm biến đo mức dạng phao là phương pháp đo mức lâu đời và phổ biến nhất. Chúng thường được gọi là đo mức ON/OFF sẽ chính xác hơn. Vì thường chúng có 2 mức cảnh báo. Đó là mức thấp và mức cao. Hiện nay trong các bồn chứa nước trên nóc nhà vẫn còn sử dụng loại phao báo mức nước này để đóng ngắt máy bơm, bơm nước vào bồn. Chúng được cái là giá rẻ, và thực hiện tốt chức năng của chúng. Tuy nhiên là về độ bền sẽ không như mong đợi.

#### Cảm biến đo mức điện cực
Đây là một dạng như cảm biến đo mức dạng phao. Nhưng chúng tiên tiến hơn. Chính xác hơn, giá cũng cao hơn. Các anh chị làm kỹ thuật thường hay gọi chúng là que đo mức hay cảm biến đo mức dạng que. Chúng có nhiều tuỳ chọn cho chúng ta như: loại 3 que, 4 que, 5 que, hay 6 que...
Nguyên lý: Về nguyên lý cảm biến đo mức dạng que được nhúng thẳng vào chất lỏng cần đo. Và chúng tuỳ theo định dạng của chúng. Nhưng căn bản chúng đều có một que làm chuẩn. Và định dạng, 3 que, 4 que, 5 que, 6 que thì chúng có độ chi tiết khác nhau mà thôi. Càng nhiều que thì phát hiện càng nhiều mức nước trong bồn.
Ví dụ: Cảm biến đo mức 3 que: Trong đó có 1 que làm chuẩn. Một que đo mức đáy, một que đo mức đầy. Khi mức chất lỏng trong bồn nó nằm dưới mức đáy hay đến mức đầy thì cảm biến hoạt động, tác động vào mạch điều khiển bơm, làm cho bơm chạy hoặc ngắt.

#### Cảm biến đo mức điện dung
Cảm biến đo mức điện dung là dạng cảm biến đo mức tiếp xúc. Chúng hoạt động tương tự như là cảm biến đo mức dạng que. Điểm khác biệt là chúng không có nhiều que như tế. Chúng thường được dùng để đo mức liên tục. Mức nước dâng đến đâu sẽ làm thay đổi giá trị điện dung trên thân cảm biến. Giá trị này được mạch điện tử ghi nhận và gửi về bộ điều khiển. Với cảm biến đo mức điện dung, chúng ta có thể sử dụng cho các bồn chứa hay silo kín, có áp suất và nhiệt độ cao. Và yêu cầu bồn chứa phải là bồn kim loại.

### Cảm biến đo mức không tiếp xúc
Cảm biến đo mức không tiếp xúc có phương pháp đo khác hẳn với loại cần tiếp xúc. Vì chúng sử dụng kỹ thuật cao hơn. Cụ thể là dùng các dạng sóng điện từ để xác định được mức chất lỏng cần đo trong bồn chứa.
Chúng gồm có những loại phổ biến như sau:

#### Cảm biến siêu âm
Cảm biến siêu âm dùng trong đo mức là một phát hiện gần đây. Chúng là một công nghệ cao. Dùng sóng siêu âm để đo mức.
Nguyên lý: Từ cảm biến sẽ phát ra những chùm sóng siêu âm đến về mặt chất lỏng cần đo. Những chùm sóng này khi chạm vào bề mặt chất lỏng thì chúng sẽ phản xạ lại và quay về cảm biến. Ở thân cảm biến sẽ có một mạch cảm nhận những chùm sóng phản xạ về. Sau đó chúng tính toán thời gian nhận được chùm sóng phản xạ. Và gửi tín hiệu này về bộ điều khiển để quy đổi ra khoảng cách hay mức chất lỏng đến đâu trong bồn chứa.
Những sóng âm này là sóng siêu thanh. Chúng vượt ngoài ngưỡng nghe của con người. Cho nên chúng ta sẽ không nghe thấy những âm thanh từ cảm biến phát ra đâu.
Đặc điểm của cảm biến siêu âm là không dùng để đo trong bồn kín. Chúng chỉ thích hợp đo trong bồn hở, kênh hở, kênh nước,...

#### Cảm biến radar đo mức
Cảm biến radar khá đặc biệt. Vì chúng vừa có loại tiếp xúc và vừa có loại không tiếp xúc với môi trường hay đối tượng cần đo.

##### Cảm biến radar đo mức tiếp xúc
Cảm biến radar đo mức tiếp xúc. Có nghĩa là cảm biến này có một phần đầu dây dò bằng kim loại sẽ được nhúng vào trong chất lỏng cần đo. Chúng tương tự như hoạt động của một cảm biến đo mức điện dung thông thường. Nghĩa là chúng dùng để đo mức liên tục. Sóng radar sẽ được phát ra xung quanh sợi dây kim loại tiếp xúc với chất lỏng cần đo. Khi phát hiện ra mức chất lỏng, tín hiệu sẽ được gửi về đầu cảm biến. Phân tích thời gian sóng phản hồi và tính ra tỉ lệ khoảng cách của mức chất lỏng.

##### Cảm biến radar đo mức không tiếp xúc
Cảm biến radar đo mức không tiếp xúc hoạt động tương tự như một cảm biến siêu âm đo mức. Chúng không cần tiếp xúc trực tiếp với chất lỏng cần đo. Điều này là ưu điểm cho những phép đo mà đối tượng cần đo là hoá chất có tính ăn mòn hay là thực phẩm, đồ uống yêu cầu vệ sinh an toàn thực phẩm cao.
Tương tự như cảm biến siêu âm. Cảm biến radar đo mức sẽ phát những chùm vi sóng radar đến đối tượng cần đo. Nhưng với tốc độ nhanh hơn sóng siêu âm nhiều lần. Và sau đó sóng được phản xạ lại đầu cảm biến khi chúng chạm vào bề mặt chất lỏng cần đo.
Ưu điểm của sóng radar là chúng thực hiện quy trình đo và tính toán nhanh hơn gấp nhiều lần so với cảm biến siêu âm đo mức. Chính vì thế, giá thành của chúng cũng thuộc loại đắt nhất trong các loại cảm biến đo mức chất lỏng trên thị trường.
Ngoài ra, trong thực tế còn có một số phương pháp đo mức khác như: đo mức bằng cảm biến áp suất...
Nguyên lý là dựa vào tỉ lệ áp suất và mức nước trong một bồn đã tính toán trước. Sau đó xác định giá trị áp suất đi qua cảm biến lắp trên đường ống. Từ đó suy ra được mức nước, chất lỏng hiện có trong bồn chứa. Hoặc có loại thả chìm trong sông, hồ để cảm nhận sự thay đổi của áp lực tác động lên cảm biến. Tù đó tính ra được mức nước. Tuy nhiên cách này không được phổ biến cho lắm.